# 萨雷普塔 (路易斯安那州)
萨雷普塔（英語：Sarepta），是美国路易斯安那州下属的一座城市。根据2010年美国人口普查，该市有人口891人。建置上，属于“town”。
该镇得名于本镇第一座教堂的赞助者萨雷普塔·卡特。据当地史料记载，卡特夫人在以她的名字命名的前提下，向社区教堂捐赠了一本圣经。多年后教会分裂，原来的原镇名更为旧萨雷普塔，而分裂出来的被称为新萨雷普塔。